# Hanns Christian Müller
Hanns Christian Müller (* 14. April 1949 in München) ist ein deutscher Regisseur, Drehbuchautor, Songwriter und Musiker.

## Leben
Nachdem Müller Psychologie, Geschichte und Philosophie studiert hatte, machte er an der Otto-Falckenberg-Schule in München eine Ausbildung in Regie und Schauspiel.
Ab 1975 arbeitete Hanns Christian Müller am Schillertheater Berlin. In dieser Zeit begann seine Zusammenarbeit mit Gisela Schneeberger und Gerhard Polt, an deren Fernseh- und Bühnenprogrammen sowie Kinofilmen er als Autor, Regisseur und Komponist mitwirkte.
Ab 1979 inszenierte Müller am Münchner Residenztheater den Münchner Kammerspielen und am Münchner Volkstheater, überwiegend eigene Stücke, gemeinsam geschrieben mit Gerhard Polt.
Von 1998 bis 1999 war Müller Intendant des Münchner Volkstheaters. Gelegentlich stand Müller in seinen Produktionen selbst vor der Kamera, zum Beispiel in der Rolle eines Tontechnikers in der 300. Tatort-Folge … und die Musi spielt dazu, oder als Obdachloser in Willkommen in Kronstadt.
Bei all seinen Theater-, Bühnen und Filmproduktionen war Müller zusätzlich auch für die Musik verantwortlich. Er produzierte von 1980 bis 1995 CDs für die Biermösl Blosn. Müller war an verschiedenen Musikstücken von den Toten Hosen auf den Alben Kauf MICH! und Opium fürs Volk beteiligt, unter anderen an den Liedern Sascha … ein aufrechter Deutscher und Zehn kleine Jägermeister, und führte Regie beim Musikvideo zur Coverversion des Liedes Azzuro vom Album Auf dem Kreuzzug ins Glück von den Toten Hosen. Ein eigenes Album mit dem Titel Zeit lassn brachte Müller 1992 auf den Markt. Im Booklet bedankt er sich bei den Toten Hosen für ihren „Kraftchor“ als Unterstützung. Bereits 1979 erschien sein erstes eigenes Album Müller & Co, das zweite Album Uns ko nix mehr passiern wurde 1983 veröffentlicht.
Zum Abschluss des Jahres 2005 tourten die Toten Hosen mit Gerhard Polt und der Biermösl Blosn durch verschiedene Theater und Opernhäuser und spielten unter Müllers Regie das Programm Abvent.
Aus der Ehe mit Gisela Schneeberger stammt ein Sohn, der  Münchener Strafverteidiger Philip Müller. Das Paar trennte sich 1993 nach 18 Jahren und ließ sich Ende der 1990er Jahre scheiden. Eine gemeinsame Tochter hat Müller mit der 2021 verstorbenen Schauspielerin Claudia Wipplinger, mit der er seit 2000 verheiratet war.

## Filmografie (Auswahl)
in allen Filmen Regie, Musik und Drehbuch
- 1979–1987: Fast wia im richtigen Leben (Fernsehen)
- 1983: Kehraus
- 1988: Man spricht deutsh
- 1992: Langer Samstag
- 1994: Tatort: … und die Musi spielt dazu
- 1996: Willkommen in Kronstadt (Fernsehen)
- 2004: Germanikus

## Theaterinszenierungen (Auswahl)
- 1974 Mama mach die Lampe aus, eine kleine Nachtrevue im Theater Die Kleine Freiheit in München
- 1978 Da schau her am Schillertheater Berlin
- 1979 Kehraus an den Münchner Kammerspielen
- 1983 München leuchtet an den Münchner Kammerspielen
- 1984 Exoten am Münchner Residenztheater
- 1985 Waldfrieden – Brautschau, Zweiakter von Ludwig Thoma am Münchner Volkstheater
- 1987 DiriDari an den Münchner Kammerspielen
- 1988 Theodore & Cie
- 1991 vor Ort am … an den Münchner Kammerspielen
- 1993 Tschurangrati an den Münchner Kammerspielen
- 1993 Daheim, im Wirtshaus und im Amt am Münchner Volkstheater
- 1998 Der Steuerfahnder am Münchner Volkstheater
- 1998 Matthäus-Passion am Münchner Volkstheater[7]
- 1998 Eldorado am Münchner Volkstheater
- 1998 Second help show: Duell der Volksmusik
- 1999 Second help show: Sex and crime
- 1999 Zigarettenpause von Herbert Rosendorfer
- 2001 Abvent am Burgtheater in Wien
- 2005 Abvent Tourneeprogramm durch Deutschland
- 2010 Blind Dates am Theaterhaus Stuttgart[8]
- 2013 Die Geiselnahme von Hans Scheibner an den Hamburger Kammerspielen

## Bibliografie (Auswahl)
- mit Gerhard Polt: Der Erwin. Teldec, Hamburg 1981.
- mit Gerhard Polt: Fast wia im richtigen Leben. Sketche, Monologe, Lieder und Einakter. Band 1. Brehm, Feldafing 1982, ISBN 3-921763-75-4.
- mit Gerhard Polt: Fast wia im richtigen Leben. Sketche, Monologe, Lieder und Einakter. Band 2. Brehm, Feldafing 1983, ISBN 3-921763-81-9.
- mit Gerhard Polt, Reiner Zimnik (Illustrationen): Da schau her. Alle alltäglichen Geschichten. Erste Auflage. Haffmans, Zürich 1984, ISBN 3-251-00050-0.
- mit Gerhard Polt: Die Exoten. Schauspiel in elf Bilder. Erste Auflage. Haffmans, Zürich 1985, ISBN 3-251-00044-6.
- mit Gerhard Polt, Thomas Klinger (Fotografien), Giosanna Crivelli (Fotografien): Auf geht’s zur Wies’n – das Münchner Oktoberfest. Thiemig Verlag, München 1985. ISBN 3-521-04168-9
- mit Gerhard Polt, Volker Kriegel (Illustrationen): Ja, mei. Neue und umfassende alltägliche Geschichten. 1. Auflage. Haffmans, Zürich 1987, ISBN 3-251-00113-2.
- mit Jan Gulbransson (Illustrationen): Die letzte Orgie. Säuisch geht die Welt zugrunde. 1. Auflage. Eichborn, Frankfurt a. M. 1991, ISBN 978-3-8218-2123-8.
- mit Gerhard Polt, Tini Polt (Redaktion): Circus Maximus. das gesammelte Werk. Geschichten, Stücke, Monologe und Dialoge. Erste Auflage. Kein & Aber, Zürich 2002.
- mit Gerhard Polt: Da fahren wir nimmer hin. Urlaubsinpressionen. In: Die kleine komische Bibliothek. Band 7. Kein & Aber, Zürich 2009, ISBN 978-3-0369-5264-2.
- Hanns Christian Müller: Sonne für alle. Geschichten ganz wia im richtigen Leben. PPV Medien, 2017, ISBN 978-3-95512-173-0.
- Hanns Christian Müller: Sonne für alle … auch wenn‘s regnet. PPV Medien, 2023, ISBN 978-3-95512-255-3.

## Auszeichnungen
- 1981: Adolf-Grimme-Preis mit Bronze für das Buch und Regie zu Fast wia im richtigen Leben (zusammen mit Gerhard Polt und Gisela Schneeberger)
- 1984: Bundesfilmpreis für das Drehbuch von Kehraus, gemeinsam mit Carlo Fedier und Gerhard Polt
- 1987: Ernst-Hoferichter-Preis
- 1989: Goldener Gong für Fast wia im richtigen Leben, gemeinsam mit Gisela Schneeberger und Gerhard Polt